# Сараевский районный краеведческий музей
Сара́евский райо́нный краеве́дческий музе́й — муниципальное бюджетное учреждение культуры Сараевского района Рязанской области, расположенное в селе Большие Можары.

## История музея
Сараевский районный краеведческий музей основан в декабре 2010 года по инициативе администрации Сараевского района, местного отдела культуры и в связи с многочисленными пожеланиями жителей района. Для посещения музей был открыт 19 сентября 2012 года.
Музей находится на территории бывшей усадьбы помещика Дмитрия Леонидовича Кормилицина площадью 2,5 гектара, засаженной вековыми елями и липами. Во время установления Советской власти барское имение подверглось разорению. Позже в усадебном доме открыли школу крестьянской молодёжи, сгоревшую в конце 1918 года. В 1936 году была открыта школа в новом деревянном здании, рядом с которым в 1950-е годы дополнительно построено добротное каменное школьное здание. После упразднения в ходе оптимизации сети образовательных учреждений в 2010 году Больше-Можарской основной школы её помещения переданы создаваемому музею. Бывшие классы оформлены под залы со стендами и стеллажами, на которых развёрнуты экспозиции и размещены экспонаты.
7 апреля 2023 года после выполнения капитального ремонта был открыт обновлённый районный краеведческий музей, в настоящее время занимающий два здания.
Директор музея
- Личинина Галина Александровна (с 2011 года)

## Собрание музея
В фонде музейного собрания около 800 единиц хранения. Он включает коллекции предметов археологии, этнографии, быта, прикладного искусства, живописи, нумизматики, печатной продукции. Среди уникальных предметов собрания: монголо-татарский котёл середины VIII века, коллекции монет и нательных крестиков XII—XIV веков, личные вещи солдата И. П. Астахова, акварельные рисунки И. Н. Рагозина и полотна Н. А. Хвостовой.

## Экспозиции музея
В музее действует общая стационарная экспозиция «Сараевский край с древнейших времён», которая отражает богатое историко-культурное прошлое района.
- В разделах древностей и старины представлены образцы археологии Сараевской земли и предметы крестьянского быта конца XIX — начала XX века. Коллекция «Ремёсла женские» включает в себя ткацкий станок, прялки, веретёна, домотканую одежду, рукотворные половики и коврики.
- В зале боевой славы экспонируются обмундирование и амуниция времён Великой Отечественной войны, награды и письменные источники, фотографии сараевцев — Героев Советского Союза и полных кавалеров ордена Славы.
- В зале советской эпохи в 2018 году воссоздан интерьер комнаты рядового советского гражданина. Представлены предметы быта, образцы фото- и радиотехники, коллекции значков и прочей символики тех времён. В отдельной экспозиции «Класс советской школы» экспонируются школьная доска и парта, ученическая форма, канцелярские принадлежности и учебники. Рассказывается о жизни советских школьников и деятельности пионерских и комсомольских организаций района.
- Экспозиция «Можарская больница — прежде и теперь» открыта к 115-летию больницы. На стендах представлены портреты медицинских работников разных лет, среди фотографий-сюжетов — «Тихо! Идёт операция», «Завтрак в больнице», «Подготовка сандружинниц», «Хор Можарской участковой больницы (1966 год)». Экспонируются медицинские инструменты, образцы лабораторной посуды и медицинской документации, спецодежда и чемодан медика.

Функционирует выставочный зал, где на основе предметов из собственных фондов и музейных коллекций других музеев, а также архивов и коллекций местных сообществ фотографов, художников и народных умельцев организуются передвижные выставки.